# Libertatea (okręg Călărași)
Libertatea – wieś w Rumunii, w okręgu Călărași, w gminie Dichiseni. W 2011 roku pozostawała niezamieszkana.